# Excelsior (drukkerij)
Excelsior was een Antwerpse drukkerij waar onder meer de Volksgazet en het Nieuw Vlaams Tijdschrift werd gedrukt. De drukkerij werd in 1923 opgericht, tezamen met het moederbedrijf uitgeverij Ontwikkeling. Op 14 juli 1978 ging Excelsior samen met Ontwikkeling failliet met een gezamenlijk tekort van 800 miljoen Belgische frank (bijna 20 miljoen euro).